# کملفورد
latitudeکملفوردlongitudeکملفورد
کملفورد (به انگلیسی: Camelford) یک شهرک در بریتانیا است که در انگلستان واقع شده‌است.

## خصوصیات
کملفورد ۲٬۲۵۶ نفر جمعیت دارد.